# Гимназија Вуковар
Гимназија Вуковар средња је школа смештена у Вуковару, Вуковарско-сријемска жупанија. Гимназија Вуковар остварује васпитно-образовне програме гимназије општег, природно-математичког и језичног смера. Школа има одељења која наставу прате на хрватском језику и одељења која наставу прате на српском језику. Укупно је у школску годину 2007/2008. уписано 384 ученика. Од тога 248 ученица и 136 ученика.

## Историја гимназије
Хрватски је сабор давне 1891. године издао дозволу за оснивање мале четвероразредне реалке у Вуковару након што се грађанство двадесет година трудило да у тешким условима мађаризације покрене акције за оснивање гимназије о општинском трошку. Требало је исправити неправду садржану у чињеници да Вуковар као угледно трговиште и седиште Сремске жупаније није имало реалну гимназију.
Мала реалка је да радити у просторијама општинске гостионице „Код звијезде“. Први директор био је Јосип Витановић, а уписана су 44 ученика – само дечаци, јер девојчицама није био допуштен упис. Три године касније изграђена је велика, репрезентативна, школска једноспратница иза цркве светих Филипа и Јакова, на мало повишеном положају одакле се пружао леп поглед на Дунав и град.
Градња је почела у пролеће и завршена је до јесени исте године када је 6. октобра 1894. извршено пресељење Реалке у нове просторије. Градњу су извели домаћи градитељи Ф. Хампел, А. Токош и М. Пухес. Градња је стајала укупно 35.500 форинти.
Посвета нове зграде одржана је 11. новембра 1894. године. Учествовали су бројни вуковарски грађани и гости, представници жупанијских и опшинских власти и посланик Високе краљевске земаљске владе. Одржани су бројни говори, прочитана имена великог броја добротвора и утемељитеља ове школе, те су се присутни уписали у спомен-књигу. У холу зграде, уз певање ученичког збора, откривена је спомен-плоча следећег садржаја:
Училиште ово основано је и саграђено слогом, пожртвованошћу и устрајношћу грађанства вуковарског 1894.
Од 1895. године у гимназију су се могле уписати и девојчице. Исте године је уведен латински и француски језик, а реалка је постала реална гимназија. Истовремено се појавила тежња да школа прерасте у вишу, те да њено финансирање преузме држава. Од 1906. године отворени су виши разреди, а 1911. године школу су завршили први матуранти (абитуриенти).
Тек 1912. године финансирање је потпуно преузела Земаљска влада. Школа је тада у свих осам разреда имала 240 ученика, од тога 70 ученица.
Године 1907, почеле су активности на проширењу школске зграде да би се могли сместити виши разреди и доградња дворане за физичко васпитање, или како се тада говорило „гомбаона“. Овим захватом је заокружена целина школског објекта. Зграда је касније темељно реконструисана тек за време потреса 60-их година 20. века. Тако је Вуковар добио врло важан школски објект, који су у наредним деценијама похађале многе генерације вуковарских ученика.